# Echipa națională de fotbal a Cehoslovaciei
Echipa națională de fotbal a Cehoslovaciei a reprezentat Cehoslovacia în competițiile internaționale de fotbal și a fost controlată de Federația Cehoslovacă de Fotbal. Naționala s-a desființat în urma Divorțului de Catifea, în 1993, atunci când Cehoslovacia s-a separat în două state: Cehia și Slovacia.

## Palmares
- Campionatul Mondial de Fotbal

| Țară gazdă / An | Rundă            | Locul            | MJ               | V                | E*               | Î                | GM               | GP               |
| --------------- | ---------------- | ---------------- | ---------------- | ---------------- | ---------------- | ---------------- | ---------------- | ---------------- |
| 1930            | Nu a participat  | Nu a participat  | Nu a participat  | Nu a participat  | Nu a participat  | Nu a participat  | Nu a participat  | Nu a participat  |
| 1934            | Vicecampioană    | 2                | 4                | 3                | 0                | 1                | 9                | 6                |
| 1938            | Sferturi         | 5                | 3                | 1                | 1                | 1                | 5                | 3                |
| 1950            | Nu a participat  | Nu a participat  | Nu a participat  | Nu a participat  | Nu a participat  | Nu a participat  | Nu a participat  | Nu a participat  |
| 1954            | Faza Grupelor    | 14               | 2                | 0                | 0                | 2                | 0                | 7                |
| 1958            | Faza Grupelor    | 9                | 4                | 1                | 1                | 2                | 9                | 6                |
| 1962            | Vicecampioană    | 2                | 6                | 3                | 1                | 2                | 7                | 7                |
| 1966            | Nu s-a calificat | Nu s-a calificat | Nu s-a calificat | Nu s-a calificat | Nu s-a calificat | Nu s-a calificat | Nu s-a calificat | Nu s-a calificat |
| 1970            | Faza Grupelor    | 15               | 3                | 0                | 0                | 3                | 2                | 7                |
| 1974            | Nu s-a calificat | Nu s-a calificat | Nu s-a calificat | Nu s-a calificat | Nu s-a calificat | Nu s-a calificat | Nu s-a calificat | Nu s-a calificat |
| 1978            | Nu s-a calificat | Nu s-a calificat | Nu s-a calificat | Nu s-a calificat | Nu s-a calificat | Nu s-a calificat | Nu s-a calificat | Nu s-a calificat |
| 1982            | Faza Grupelor    | 19               | 3                | 0                | 2                | 1                | 2                | 4                |
| 1986            | Nu s-a calificat | Nu s-a calificat | Nu s-a calificat | Nu s-a calificat | Nu s-a calificat | Nu s-a calificat | Nu s-a calificat | Nu s-a calificat |
| 1990            | Sferturi         | 6                | 5                | 3                | 0                | 2                | 10               | 5                |
| 1994            | Nu s-a calificat | Nu s-a calificat | Nu s-a calificat | Nu s-a calificat | Nu s-a calificat | Nu s-a calificat | Nu s-a calificat | Nu s-a calificat |
| Total           | 8/15             | 2 Finale         | 30               | 11               | 5                | 14               | 44               | 45               |

- Campionatul European de Fotbal

| 1960  | Finala Mică      | 3                | 2                | 1                | 0                | 1                | 2                | 3                |                  |                  |
| 1964  | Nu s-a calificat | Nu s-a calificat | Nu s-a calificat | Nu s-a calificat | Nu s-a calificat | Nu s-a calificat | Nu s-a calificat | Nu s-a calificat | Nu s-a calificat | Nu s-a calificat |
| 1968  | Nu s-a calificat | Nu s-a calificat | Nu s-a calificat | Nu s-a calificat | Nu s-a calificat | Nu s-a calificat | Nu s-a calificat | Nu s-a calificat | Nu s-a calificat | Nu s-a calificat |
| 1972  | Nu s-a calificat | Nu s-a calificat | Nu s-a calificat | Nu s-a calificat | Nu s-a calificat | Nu s-a calificat | Nu s-a calificat | Nu s-a calificat | Nu s-a calificat | Nu s-a calificat |
| 1976  | Campioană        | 1                | 2                | 1                | 1                | 0                | 5                | 3                |                  |                  |
| 1980  | Finala Mică      | 3                | 4                | 1                | 2                | 1                | 5                | 4                |                  |                  |
| 1984  | Nu s-a calificat | Nu s-a calificat | Nu s-a calificat | Nu s-a calificat | Nu s-a calificat | Nu s-a calificat | Nu s-a calificat | Nu s-a calificat | Nu s-a calificat | Nu s-a calificat |
| 1988  | Nu s-a calificat | Nu s-a calificat | Nu s-a calificat | Nu s-a calificat | Nu s-a calificat | Nu s-a calificat | Nu s-a calificat | Nu s-a calificat | Nu s-a calificat | Nu s-a calificat |
| 1992  | Nu s-a calificat | Nu s-a calificat | Nu s-a calificat | Nu s-a calificat | Nu s-a calificat | Nu s-a calificat | Nu s-a calificat | Nu s-a calificat | Nu s-a calificat | Nu s-a calificat |
| Total | 3/9              |                  | 8                | 3                | 3                | 2                | 12               | 10               |                  |                  |

## Rezultate
| Rezultate obținute la Campionatul Mondial | Rezultate obținute la Campionatul Mondial | Rezultate obținute la Campionatul Mondial     | Rezultate obținute la Campionatul Mondial |
| Anul                                      | Runda                                     | Scor                                          | Rezultat                                  |
| ----------------------------------------- | ----------------------------------------- | --------------------------------------------- | ----------------------------------------- |
| 1934                                      | Optimi                                    | Cehoslovacia 2 – 1 România                    | Victorie                                  |
| 1934                                      | Sferturi                                  | Cehoslovacia 3 – 2 Elveția                    | Victorie                                  |
| 1934                                      | Semifinala                                | Cehoslovacia 3 – 1 Germania                   | Victorie                                  |
| 1934                                      | Finala                                    | Cehoslovacia 1 – 2 Italia                     | Înfrângere                                |
| 1938                                      | Optimi                                    | Cehoslovacia 3 – 0 Țările de Jos              | Victorie                                  |
| 1938                                      | Sferturi                                  | Cehoslovacia 1 – 1 Brazilia                   | Egal                                      |
| 1938                                      | Rejucare                                  | Cehoslovacia 1 – 2 Brazilia                   | Înfrângere                                |
| 1954                                      | Faza Grupelor                             | Cehoslovacia 0 – 2 Uruguay                    | Înfrângere                                |
| 1954                                      | Faza Grupelor                             | Cehoslovacia 0 – 5 Austria                    | Înfrângere                                |
| 1958                                      | Faza Grupelor                             | Cehoslovacia 0 – 1 Irlanda de Nord            | Înfrângere                                |
| 1958                                      | Faza Grupelor                             | Cehoslovacia 2 – 2 Germania de Vest           | Egal                                      |
| 1958                                      | Faza Grupelor                             | Cehoslovacia 6 – 1 Argentina                  | Victorie                                  |
| 1958                                      | Play-off                                  | Cehoslovacia 1 – 2 Irlanda de Nord            | Înfrângere                                |
| 1962                                      | Faza Grupelor                             | Cehoslovacia 1 – 0 Spania                     | Victorie                                  |
| 1962                                      | Faza Grupelor                             | Cehoslovacia 0 – 0 Brazilia                   | Egal                                      |
| 1962                                      | Faza Grupelor                             | Cehoslovacia 1 – 3 Mexic                      | Înfrângere                                |
| 1962                                      | Sferturi                                  | Cehoslovacia 1 – 0 Ungaria                    | Victorie                                  |
| 1962                                      | Semifinala                                | Cehoslovacia 3 – 1 Iugoslavia                 | Victorie                                  |
| 1962                                      | Finala                                    | Cehoslovacia 1 – 3 Brazilia                   | Înfrângere                                |
| 1970                                      | Faza Grupelor                             | Cehoslovacia 1 – 4 Brazilia                   | Înfrângere                                |
| 1970                                      | Faza Grupelor                             | Cehoslovacia 1 – 2 România                    | Înfrângere                                |
| 1970                                      | Faza Grupelor                             | Cehoslovacia 0 – 1 Anglia                     | Înfrângere                                |
| 1982                                      | Runda 1                                   | Cehoslovacia 1 – 1 Kuweit                     | Egal                                      |
| 1982                                      | Runda 1                                   | Cehoslovacia 0 – 2 Anglia                     | Înfrângere                                |
| 1982                                      | Runda 1                                   | Cehoslovacia 1 – 1 Franța                     | Egal                                      |
| 1990                                      | Faza Grupelor                             | Cehoslovacia 5 – 1 Statele Unite ale Americii | Victorie                                  |
| 1990                                      | Faza Grupelor                             | Cehoslovacia 1 – 0 Austria                    | Victorie                                  |
| 1990                                      | Faza Grupelor                             | Cehoslovacia 0 – 2 Italia                     | Înfrângere                                |
| 1990                                      | Optimi                                    | Cehoslovacia 4 – 1 Costa Rica                 | Victorie                                  |
| 1990                                      | Sferturi                                  | Cehoslovacia 0 – 1 Germania de Vest           | Înfrângere                                |

| Naționala    | Meciuri | Victorie | Egal | Înfrângere                 | Adversar  |
| ------------ | ------- | -------- | ---- | -------------------------- | --------- |
| Cehoslovacia |         |          |      |                            |           |
| 5            | 0       | 2        | 3    | Brazilia                   |           |
| 3            | 1       | 1        | 1    | Germania de Vest           |           |
| 2            | 0       | 0        | 2    | Anglia                     |           |
| 2            | 1       | 0        | 1    | Austria                    |           |
| 2            | 0       | 0        | 2    | Irlanda de Nord            |           |
| 2            | 0       | 0        | 2    | Italia                     |           |
| 2            | 1       | 0        | 1    | România                    |           |
| 1            | 1       | 0        | 0    | Argentina                  |           |
| 1            | 1       | 0        | 0    | Costa Rica                 |           |
| 1            | 1       | 0        | 0    | Elveția                    |           |
| 1            | 0       | 1        | 0    | Franța                     |           |
| 1            | 1       | 0        | 0    | Iugoslavia                 |           |
| 1            | 0       | 1        | 0    | Kuweit                     |           |
| 1            | 0       | 0        | 1    | Mexic                      |           |
| 1            | 1       | 0        | 0    | Țările de Jos              |           |
| 1            | 1       | 0        | 0    | Spania                     |           |
| 1            | 1       | 0        | 0    | Statele Unite ale Americii |           |
| 1            | 1       | 0        | 0    | Ungaria                    |           |
| 1            | 0       | 0        | 1    | Uruguay                    |           |
| Total        | 30      | 11       | 5    | 14                         | 19 echipe |

| Rezultate obținute la Campionatul European | Rezultate obținute la Campionatul European | Rezultate obținute la Campionatul European | Rezultate obținute la Campionatul European |
| Anul                                       | Runda                                      | Scor                                       | Rezultat                                   |
| ------------------------------------------ | ------------------------------------------ | ------------------------------------------ | ------------------------------------------ |
| 1960                                       | Semifinala                                 | Cehoslovacia 0 – 3 Uniunea Sovietică       | Înfrângere                                 |
| 1960                                       | Finala Mică                                | Cehoslovacia 2 – 0 Franța                  | Victorie                                   |
| 1976                                       | Semifinala                                 | Cehoslovacia 3 – 1 Țările de Jos           | Victorie                                   |
| 1976                                       | Campioană                                  | Cehoslovacia 2 – 2 Germania de Vest        | Egal                                       |
| 1976                                       | Campioană                                  | Cehoslovacia 5 – 3 Germania de Vest        | Penalti                                    |
| 1980                                       | Faza Grupelor                              | Cehoslovacia 0 – 1 Germania de Vest        | Înfrângere                                 |
| 1980                                       | Faza Grupelor                              | Cehoslovacia 3 – 1 Grecia                  | Victorie                                   |
| 1980                                       | Faza Grupelor                              | Cehoslovacia 1 – 1 Țările de Jos           | Egal                                       |
| 1980                                       | Finala Mică                                | Cehoslovacia 1 – 1 Italia                  | Egal                                       |
| 1980                                       | Finala Mică                                | Cehoslovacia 9 – 8 Italia                  | Penalti                                    |

| Naționala    | Meciuri | Victorie | Egal | Înfrângere        | Adversar |
| ------------ | ------- | -------- | ---- | ----------------- | -------- |
| Cehoslovacia |         |          |      |                   |          |
| 2            | 0       | 1        | 1    | Germania de Vest  |          |
| 2            | 1       | 1        | 0    | Țările de Jos     |          |
| 1            | 1       | 0        | 0    | Franța            |          |
| 1            | 1       | 0        | 0    | Grecia            |          |
| 1            | 0       | 1        | 0    | Italia            |          |
| 1            | 0       | 0        | 1    | Uniunea Sovietică |          |
| Total        | 8       | 3        | 3    | 2                 | 6 echipe |

## Jocurile Olimpice
| Titluri: 1 Partcipări: 10 | Titluri: 1 Partcipări: 10 | Titluri: 1 Partcipări: 10 | Titluri: 1 Partcipări: 10 | Titluri: 1 Partcipări: 10 | Titluri: 1 Partcipări: 10 | Titluri: 1 Partcipări: 10 | Titluri: 1 Partcipări: 10 | Titluri: 1 Partcipări: 10 | Titluri: 1 Partcipări: 10 | Titluri: 1 Partcipări: 10 |
| Anul                      | Runda                     | Poziția                   | MJ                        | V                         | E*                        | Î                         | GM                        | GP                        |                           |                           |
| ------------------------- | ------------------------- | ------------------------- | ------------------------- | ------------------------- | ------------------------- | ------------------------- | ------------------------- | ------------------------- | ------------------------- | ------------------------- |

| Finale jucate de Cehoslovacia la Campionatul European | Finale jucate de Cehoslovacia la Campionatul European | Finale jucate de Cehoslovacia la Campionatul European | Finale jucate de Cehoslovacia la Campionatul European | Finale jucate de Cehoslovacia la Campionatul European | Finale jucate de Cehoslovacia la Campionatul European | Finale jucate de Cehoslovacia la Campionatul European | Finale jucate de Cehoslovacia la Campionatul European | Finale jucate de Cehoslovacia la Campionatul European |
| Finala                                                | Finala                                                | Finala                                                | Finala                                                |                                                       | Finala Mică                                           | Finala Mică                                           | Finala Mică                                           | Finala Mică                                           |
| Anul                                                  | Campioni                                              | Scor                                                  | Adversar                                              | Anul                                                  | Locul 3 sau 4                                         | Scor                                                  | Adversar                                              |                                                       |
| ----------------------------------------------------- | ----------------------------------------------------- | ----------------------------------------------------- | ----------------------------------------------------- | ----------------------------------------------------- | ----------------------------------------------------- | ----------------------------------------------------- | ----------------------------------------------------- | ----------------------------------------------------- |
| 1976                                                  | Cehoslovacia (p)                                      | 2 - 2                                                 | Germania                                              | 1964                                                  | Cehoslovacia                                          | 2 - 0                                                 | Franța                                                |                                                       |
|                                                       |                                                       |                                                       |                                                       | 1976                                                  | Cehoslovacia (p)                                      | 1 - 1                                                 | Italia                                                |                                                       |

| Finale jucate de Cehoslovacia la Campionatul Mondial | Finale jucate de Cehoslovacia la Campionatul Mondial | Finale jucate de Cehoslovacia la Campionatul Mondial | Finale jucate de Cehoslovacia la Campionatul Mondial |
| Pierdute                                             | Pierdute                                             | Pierdute                                             | Pierdute                                             |
| Anul                                                 | Vice-campioni                                        | Scor                                                 | Adversar                                             |
| ---------------------------------------------------- | ---------------------------------------------------- | ---------------------------------------------------- | ---------------------------------------------------- |
| 1934                                                 | Cehoslovacia                                         | 1 - 2                                                | Italia                                               |
| 1962                                                 | Cehoslovacia                                         | 1 - 3                                                | Brazilia                                             |

### Total Medalii
| Competiție           | 1 | 2 | 3 | Total |
| -------------------- | - | - | - | ----- |
| Campionatul European | 1 | 0 | 2 | 3     |
| Campionatul Mondial  | 0 | 2 | 0 | 2     |
| Jocurile Olimpice    | 1 | 1 | 0 | 2     |
| Total                | 2 | 3 | 2 | 7     |

## Jucătorii cu cele mai multe meciuri
| #   | Nume               | Perioadă  | Meciuri | Goluri |
| --- | ------------------ | --------- | ------- | ------ |
| 1.  | Zdeněk Nehoda      | 1971–1987 | 90      | 31     |
| 2.  | Marián Masný       | 1974–1982 | 75      | 18     |
| 2.  | Ladislav Novák     | 1952–1966 | 75      | 1      |
| 4.  | František Plánička | 1926–1938 | 73      | 0      |
| 5.  | Karol Dobiaš       | 1967–1980 | 67      | 6      |
| 6.  | Josef Masopust     | 1954–1966 | 63      | 10     |
| 6.  | Ivo Viktor         | 1966–1977 | 63      | 0      |
| 8.  | Ján Popluhár       | 1958–1967 | 62      | 1      |
| 9.  | Antonín Puč        | 1926–1938 | 60      | 34     |
| 10. | Antonín Panenka    | 1973–1982 | 59      | 17     |
| 11. | Jan Fiala          | 1977–1987 | 58      | 1      |
| 11. | Anton Ondruš       | 1974–1980 | 58      | 9      |
| 13. | Ladislav Jurkemik  | 1974–1983 | 57      | 3      |
| 14. | Svatopluk Pluskal  | 1952–1965 | 56      | 1      |
| 15. | Jaroslav Burgr     | 1929–1938 | 55      | 0      |
| 15. | Koloman Gögh       | 1974–1980 | 55      | 1      |
| 15. | Ivan Hašek         | 1984–1993 | 55      | 5      |
| 15. | Ján Kozák          | 1976–1984 | 55      | 9      |
| 15. | Ladislav Vízek     | 1977–1986 | 55      | 13     |
| 20. | Jozef Barmoš       | 1977–1982 | 52      | 0      |
| 20. | Jozef Chovanec     | 1984–1992 | 52      | 4      |

### Golgeteri
| #  | Player            | Czechoslovakia career | Goluri | Meciuri |
| -- | ----------------- | --------------------- | ------ | ------- |
| 1. | Antonín Puč       | 1926–1938             | 34     | 60      |
| 2. | Zdeněk Nehoda     | 1971–1987             | 31     | 90      |
| 3. | Oldřich Nejedlý   | 1931–1938             | 28     | 43      |
| 3. | Josef Silný       | 1925–1934             | 28     | 50      |
| 5. | Adolf Scherer     | 1958–1964             | 22     | 36      |
| 5. | František Svoboda | 1927–1937             | 22     | 43      |
| 7. | Marián Masný      | 1974–1982             | 18     | 75      |
| 8. | Antonín Panenka   | 1973–1982             | 17     | 59      |
| 9. | Jozef Adamec      | 1960–1971             | 14     | 44      |
| 9. | Tomáš Skuhravý    | 1985–1993             | 14     | 43      |